# Roger Michael Mahony
Roger Michael kardinál Mahony (* 27. února 1936 Hollywood) je americký římskokatolický kněz, emeritní arcibiskup Los Angeles, kardinál.
Kněžské svěcení přijal 1. května 1962 ve Fresnu a byl inkardinovaný do diecéze Monterey-Fresno, kde působil jako duchovní a současně vedl diecézní charitativní organizace. Vykonával také funkci kancléře diecéze a faráře katedrály svatého Jana ve Fresnu.
V únoru 1975 byl jmenovaný pomocným biskupem ve Fresnu. Biskupské svěcení přijal 19. března téhož roku. Po pěti letech, v únoru 1980, byl jmenován sídelním biskupem ve Stocktonu. V červenci 1985 ho papež Jan Pavel II. jmenoval arcibiskupem Los Angeles.
Dne 28. června 1991 byl jmenován kardinálem a převzal kardinálské insignie. V únoru 2007 ho papež Benedikt XVI. jmenoval členem Rady kardinálů pro studium ekonomických záležitostí Svatého Stolce. Na funkci arcibiskupa rezignoval po dovršení kanonického věku 1. března 2011. Jeho nástupcem se stal José Horacio Gómez.

## Krytí pedofilie katolických kněží v Los Angeles
Kardinál Mahony koncem ledna 2013 přišel o možnost vykonávat v církvi jakoukoli administrativní či veřejnou funkci, a to kvůli svému spojení s pedofilním skandálem kněží v losangeleské arcidiecézi. Mahony tak byl současným arcibiskupem potrestán za to, že jejich počínání kryl.
Po odstoupení papeže Benedikta XVI. v únoru 2013 oznámil, že chce v březnu přijet do Vatikánu a zúčastnit se volby jeho nástupce. To popudilo tisícovky amerických katolíků, kteří podepisovali petici proti jeho účasti na konkláve. Italský kardinál a expert na církevní právo Velasio De Paolis však uvedl, že Mahonymu ve volbě papeže nelze bránit. Mahony do Vatikánu nakonec přijel a volby nového papeže Františka se skutečně zúčastnil.
Mahony vedl losangeleskou arcidiecézi již od 80. let, kdy se tam podle policie nelegální sexuální praktiky děly. Zúčastnil se i volby Benedikta XVI., tehdy se však ještě o skandálu nevědělo.